# 中国人民政治協商会議

中国人民政治協商会議の紋章

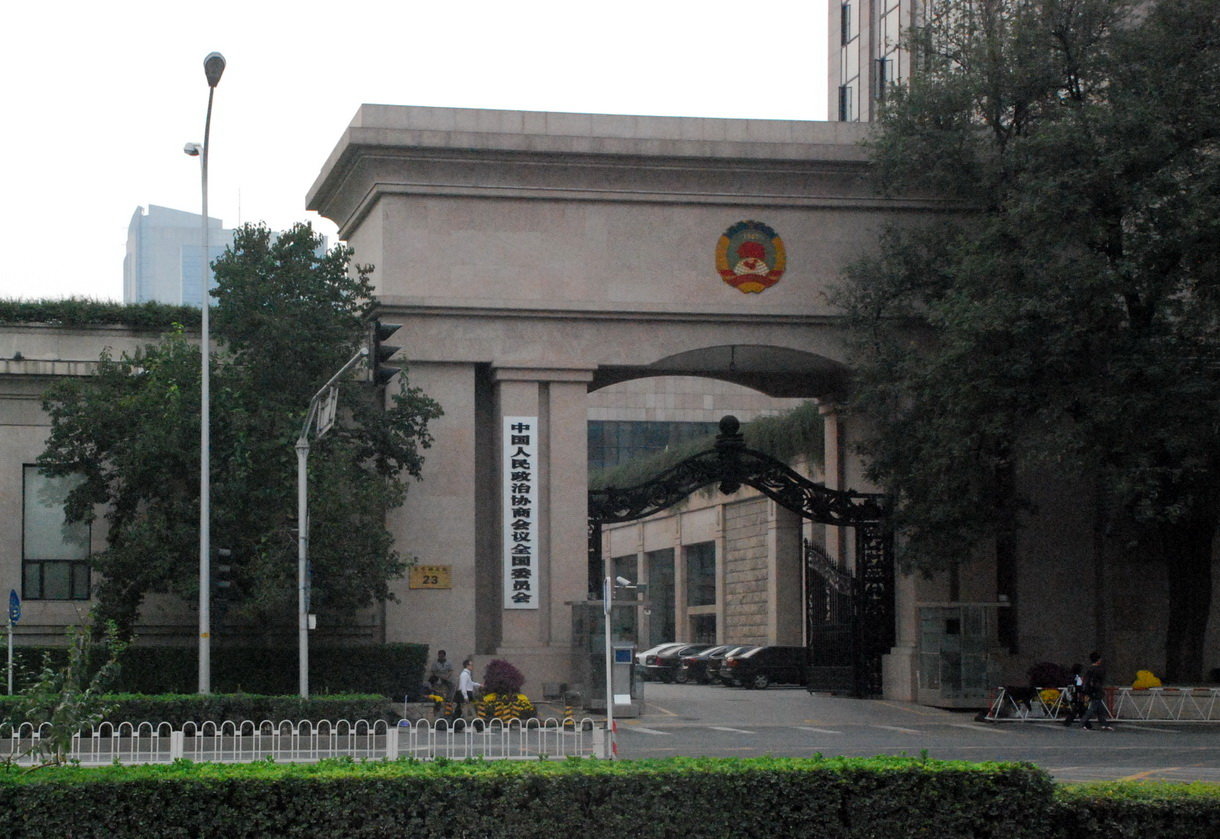
全国政協礼堂

中国人民政治協商会議（ちゅうごくじんみんせいじきょうしょうかいぎ、簡体字：中国人民政治协商会议、拼音: Zhōngguó Rénmín Zhèngzhì Xiéshāng Huìyì）は、中国共産党・各民主党派・各団体・各界の代表で構成される全国統一戦線組織。全国委員会の他に地方の省・直轄市など各行政レベルにも設置されている。常務委員会は全国委員会主席・副主席・秘書長と常務委員によって構成される。「全国政治協商会議」「全国政協」は全国委員会の通称・略称で、政治協商会議全体を指す略称は「政協」である。
全国委員会が置かれている全国政協礼堂は北京市西城区太平橋大街23号にある。全国政協の会議は毎年全国人民代表大会と同時に開かれて「両会」と呼ばれ、全国レベルの重要な政治的決定を行う。

## 概要

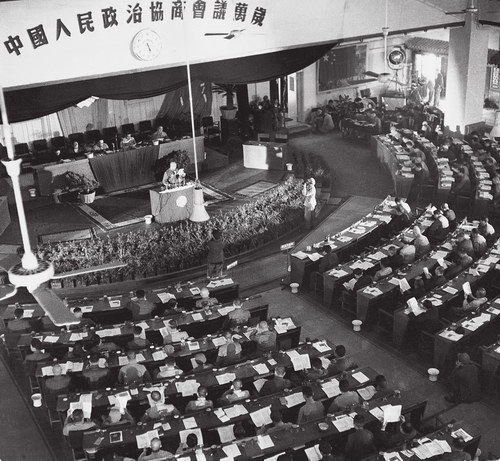
第1回全体会議（1949年9月21日、北平）

1946年1月10日に国民政府と中国共産党の間で結ばれた双十協定に基づいて前身の政治協商会議が重慶で開催され、和平建国綱領を採択するもその後の国共内戦で解散する。そして1949年9月21日に第1回全体会議が北平で開催された。国家の最高権力機関としての職権を代行し、以下の事項を決定した。
- 臨時憲法となる「中国人民政治協商会議共同綱領」を採択[1]
- 中央人民政府主席に毛沢東を選出
- 北平を北京と改名して首都に定める[1]
- 西暦を採用[1]
- 10月1日を国慶節に決定
- 『義勇軍進行曲』を仮の国歌と決定[1]
- 五星紅旗を国旗に決定[1]

1954年に第1期全人代が開催された後は、国家権力機関から統一戦線組織の色合いを濃くしていった。全国政協は中国共産党・中国国民党革命委員会・中国民主同盟・中国民主建国会・中国民主促進会・中国農工民主党・中国致公党・九三学社・台湾民主自治同盟の民主党派・中国共産主義青年団・中華全国総工会・中華全国婦人連合会・中華全国青年連合会・中華全国工商業連合会・中国科学技術協会・中華全国台湾同胞聯誼会・中華全国帰国華僑連合会・無党派民主人士・文化芸術界・科学技術界・社会科学界・経済界・農業界・教育界・スポーツ界・マスコミ出版界・医薬衛生界・対外友好界・社会福祉界・少数民族界・宗教界・特邀香港人士・特邀澳門人士・特別招請人士で構成されており、委員には創設以来チャン・イーモウ（張芸謀）、姚明、ジャッキー・チェン（成龍）、スタンレー・ホー（何鴻燊）、愛新覚羅溥儀など海外でも著名な人物が選ばれている。
任期は5年で全体会議は全人代とほぼ同じ3月ころに開催される。会期中は政策提案などがなされる。一方の政府監督という職務は有名無実化しており、引退させられた政治家が名誉職としてあてがわれるケースがある。広東省の葉選平元省長・王兆国・香港の董建華前行政長官らがそうである。
2009年6月19日まで開催された第11期第6回会議で、政治協商会議主席に規律違反・法律違反をした委員に対する資格剥奪権を与える決定を行った。この決定により、陳紹基が全国委員会港澳台僑委員会副主任と政協委員の資格を剥奪されている。
2020年開催の第13期第3回会議は新型コロナウイルスの感染拡大が続いている現状を踏まえ、全国人民代表大会（第13期第3回会議）共々延期され、5月21日の開会となった。

## 歴代全国委員会主席
主席と副主席は3選禁止である。
| 代 | 写真 | 主席   | 各期 | 任期                   |
| -- | ---- | ------ | ---- | ---------------------- |
| 1  |      | 毛沢東 | 1期  | 1949年9月 - 1954年12月 |
| 2  |      | 周恩来 | 2期  | 1954年12月 - 1959年4月 |
| 2  |      | 周恩来 | 3期  | 1959年4月 - 1965年1月  |
| 2  |      | 周恩来 | 4期  | 1965年1月 - 1978年3月  |
| 3  |      | 鄧小平 | 5期  | 1978年3月 - 1983年6月  |
| 4  |      | 鄧穎超 | 6期  | 1983年6月 - 1988年4月  |
| 5  |      | 李先念 | 7期  | 1988年4月 - 1993年3月  |
| 6  |      | 李瑞環 | 8期  | 1993年3月 - 1998年3月  |
| 6  |      | 李瑞環 | 9期  | 1998年3月 - 2003年3月  |
| 7  |      | 賈慶林 | 10期 | 2003年3月 - 2008年3月  |
| 7  |      | 賈慶林 | 11期 | 2008年3月 - 2013年3月  |
| 8  |      | 兪正声 | 12期 | 2013年3月 - 2018年3月  |
| 9  |      | 汪洋   | 13期 | 2018年3月 - 2023年3月  |
| 10 |      | 王滬寧 | 14期 | 2023年3月 -            |

1. ↑  第2期-第4期は名誉主席
2. ↑  在任中の1976年1月に死去
3. ↑  在任中の1992年6月に死去

## 第12期全国委員会副主席
出典
| 姓名                        | 性別 | 民族       | 出身母体             | 現職等                                                         | 備考 |
| --------------------------- | ---- | ---------- | -------------------- | -------------------------------------------------------------- | --- |
| 杜青林                      | 男   | 漢族       | 中国共産党           | 党中央政治局委員、党中央書記処書記                             | 第11期から重任                                                                                           |
| 令計画                      | 男   | 漢族       | 中国共産党           | 党中央委員、党中央統一戦線部長                                 | 2015年失脚                                                                                               |
| 韓啓徳                      | 男   | 漢族       | 九三学社             | 党主席、中国科学技術協会主席                                   | 第10期・第11期全国人民代表大会常務委員会副委員長                                                         |
| パパラ·グレランジェパバルハ | 男   | チベット族 | 宗教界               | 中国仏教協会名誉会長、チベット自治区政治協商会議主席           | 化身ラマ 第3期から第7期及び第10期から重任                                                                |
| 董建華                      | 男   | 漢族       | 特招香港人士         |                                                                | 初代香港特別行政区行政長官 第11期から重任                                                                |
| 万鋼                        | 男   | 漢族       | 中国致公党           | 党主席、国務院科学技術部長                                     | 第11期から重任                                                                                           |
| 林文漪                      | 女   | 漢族       | 台湾民主自治同盟     | 党主席、清華大学教授                                           | 第11期から重任                                                                                           |
| 羅富和                      | 男   | 漢族       | 中国民主促進会       | 党中央常務副主席                                               | 第11期から重任                                                                                           |
| 何厚鏵                      | 男   | 漢族       | 特招澳門人士         |                                                                | 初代マカオ特別行政区行政長官 第11期から重任                                                              |
| 張慶黎                      | 男   | 漢族       | 中国共産党           | 党中央委員、中国人民政治協商会議全国委員会秘書長               | 元・河北省党委書記                                                                                       |
| 李海峰                      | 女   | 漢族       | 中国共産党           | 国務院僑務弁公室主任                                           | 第17期党中央委員                                                                                         |
| 蘇栄                        | 男   | 漢族       | 中国共産党           |                                                                | 第16期・第17期党中央委員、前中国共産党中央党校常務副校長、前甘粛省委書記、元青海省委書記、元江西省委書記 |
| 陳元                        | 男   | 漢族       | 中国共産党           | 国家開発銀行会長                                               | 第16期・第17期党中央候補委員 陳雲の子息                                                                  |
| 盧展工                      | 男   | 漢族       | 中国共産党           | 党中央委員                                                     | 元・河南省党委書記                                                                                       |
| 周小川                      | 男   | 漢族       | 中国共産党           | 中国人民銀行総裁                                               | 第16期・第17期党中央委員                                                                                 |
| 王家瑞                      | 男   | 漢族       | 中国共産党           | 党中央委員、党中央対外連絡部長                                 | |
| 王正偉                      | 男   | 回族       | 中国共産党           | 党中央委員、国家民族事務委員会主任                             | 元・寧夏回族自治区党委副書記                                                                             |
| 馬飈                        | 男   | チワン族   | 中国共産党           | 党中央委員                                                     | 元・広西チワン族自治区党委副書記                                                                         |
| 斉続春                      | 男   | 満州族     | 中国国民党革命委員会 | 党中央常務副主席                                               | |
| 陳暁光                      | 男   | 漢族       | 中国民主同盟         | 党中央常務副主席                                               | 元・吉林省副省長                                                                                         |
| 馬培華                      | 男   | 漢族       | 中国民主建国会       | 党中央常務副主席、中華全国総工会副主席、中華職業教育社副理事長 | |
| 劉暁峰                      | 男   | 漢族       | 中国農工民主党       | 党中央常務副主席                                               | 元・四川省副省長                                                                                         |
| 王欽敏                      | 男   | 漢族       | 中華全国工商業連合会 | 会主席、中国民間商会会長                                       | 元・中国致公党常務副主席                                                                                 |

## 第11期全国委員会副主席
| 姓名                         | 性別 | 民族       | 党における地位                     | 備考                                                        |
| ---------------------------- | ---- | ---------- | ---------------------------------- | ----------------------------------------------------------- |
| 王剛                         | 男   | 漢族       | 政治局委員                         | 中央直属機関工委書記                                        |
| 廖暉                         | 男   | 漢族       | 中央委員                           | 廖承志の子息 国務院港澳事務弁公室主任                       |
| 杜青林                       | 男   | 漢族       | 中央委員                           | 中央統一戦線部長                                            |
| ンガプー・ンガワン・ジクメ   | 男   | チベット族 |                                    | 第1期、第3期、及び第8期から副主席歴任、2009年死去           |
| パパラ·グレランジェパバルハ  | 男   | チベット族 |                                    | チベット自治区政協主席 第3期から第7期、及び第10期から副主席 |
| 馬万祺                       | 男   | 漢族       |                                    | マカオ中華総商会会長 第8期より副主席                        |
| 白立忱                       | 男   | 漢族       | 中央委員                           | 中華全国供銷合作総社理事会主任 第9期より副主席              |
| 陳奎元                       | 男   | 漢族       | 中央委員                           | 陳毅の子息 中国社会科学院院長                               |
| アブライティ・アブドロシティ | 男   | ウイグル族 | 中央委員                           | 元新疆ウイグル自治区主席、党委副書記                        |
| 李兆焯                       | 男   | チワン族   | 中央委員                           | 元広西チワン族自治区主席、党委副書記                        |
| 黄孟復                       | 男   | 漢族       |                                    | 中華全国工商業連合会主席                                    |
| 董建華                       | 男   | 漢族       |                                    | 初代香港特別行政区行政長官                                  |
| 張梅穎                       | 女   | 漢族       | 中国民主同盟第一副主席             | 中華全国婦女連合会副主席                                    |
| 張榕明                       | 女   | 漢族       | 中国民主建国会中央第一副主席       | 中華全国総工会副主席                                        |
| 銭運録                       | 男   | 漢族       | 中央委員                           | 全国政治協商会議秘書長、黒竜江党委書記                      |
| 孫家正                       | 男   | 漢族       |                                    | 文化部長、中国文学芸術聯合会主席                            |
| 李金華                       | 男   | 漢族       | 中央委員                           | 国連会計検査委員会委員、前中国会計検査署検査長              |
| 鄭万通                       | 男   | 漢族       |                                    | 第9,10期政治協商会議秘書長                                  |
| 鄧樸方                       | 男   | 漢族       |                                    | 鄧小平の子息 中国障害者連合会主席                           |
| 万鋼                         | 男   | 漢族       | 中国致公党主席                     | 国務院科学技術部長                                          |
| 林文漪                       | 女   | 漢族       | 台湾民主自治同盟主席               | 清華大学教授                                                |
| 厲無畏                       | 男   | 漢族       | 中国国民党革命委員会中央第一副主席 | 上海市社会科学院部門経済研究所長                            |
| 羅富和                       | 男   | 漢族       | 中国民主促進会常務副主席           | 広東省政協副主席                                            |
| 陳宗興                       | 男   | 漢族       | 中国農工民主党中央常務副主席       | 西北大学、西北農林科技大学校長                              |
| 王志珍                       | 女   | 漢族       | 九三学社中央副主席                 | 中国科学院生物物理研究所研究員                              |